# Хардвејпор
Хардвејпор је микрожанр музике који се појавио крајем 2015. на интернету као шаљиви одговор на вејпорвејв, одступајући од мирног концепта капиталистичке утопије потоњег с музаком у корист габера и под утицајем панка. Канадски музички продуцент Wolfenstein OS X с албумом End of World Rave (2015) и издавачка кућа Antifur заслужни су за то што су први дефинисали хардвејпор звук. Такође се односи на вејпортреп.

## Почеци
Дана 29. новембра 2015, канадски vaporvawe продуцент Wolfenstein OS X објавио је End of World Rave, најраније запажено издање hardvarpoura, преко Bandcamp етикете Dream Catalogue. Албум је садржао музику која се намјерно супротставља аспектима који су типично повезани са vaporvave музиком. У децембру 2015, wosX је основао Antifur, издавачку кућу одговорну за многе hardvapour плоче које су издате; у вођењу етикете, он иде под именом Украјинац са лошим енглеским именом Vladyk Predovitch. Тод Ледфорд, оснивач издавачке куће HVRF Central Command објаснио :
У јесен of 2015 Wolfenstein OS X предвидио је да ће ова дјеца насилника из источне Европе постати инспирисана колико "панк" може бити стављање ваше музике на Bandcamp посебно свих ових замишљених псеудонима vaporwavea - осим што су ова дјеца мрзела сва успорена срања и мислила су да је "за пичке" — па су лансирали HARDVAPOUR.
Дана 9. децембра 2015, продуцент Hong Kong Express, под псеудонимом Sandtimer, објавио је Vaporwave Is Dead такође под Dream Catalogue, који је најавио "смрт" of vaporwave музике и "нову еру." Албум садржи рецитовање нумере са текстом: “Сада,у почецима краја свијета, vaporwave је мртав. од сада ће бити само... hardvapour.”

## Музичке особености
Уобичајени елементи укључују звукове синтисајзера, програмиране бубњеве, брзи темпо и утицаје acid house-a, big beat-a, broken bit-a, gabber-a, speedcore-a, noise-a, hard techno-a, industrial techno-a, hardstile-a и drum 'n' bass. Компилацијски албум од 56 пјесама DJ VLAD-а, објављена широм свијета преко Antifur Bandcamo странице, приказује елементе и утицаје из разних стилова, као што су техно, индустријска музика и трап.
Hacking For Freedom од стране Wolfenstein OS X под псеудонимом Флеш Костовић је новинар Мет Брумфилд окарактерисао као „јединствени звучни простор негдје између раних Clicks and Cuts компилација и саундтрека Ghost in the Shell“
Роб Арканд интерпретира hardvapour звук као побуну против vaporwave-а који се некад поиграва са елементима панка. Примјери као што су "Humanoid Sound (гуманоид звук)" од Тренде-а позајмљују структуру пјесама од три акорда панка, док "Immortal" DJ Aline садржи бас линије изобличене на сличан начин као и дела Circle Jerks-a или Dead Kennedys-a. 
Арканд сматра да је hardvapour негдје између vaporwave-а и жанра који новинар Адам Харпер назива distroid, стил који је био "hi-fi до тачке активног фетишисања високофреквентних шиштања и светлуцања које lo-fi није могао да произведе" Према Арканду, као и vaporwave, hardvapour користи сличне музичке софтверске алате "не због неке посебне фиксације са њима, већ једноставно зато што су сада најјефтинији и најприступачнији алати."